# Strahoninec
Strahoninec är en ort i Kroatien.   Den ligger i länet Međimurje, i den nordöstra delen av landet, 70 km nordost om huvudstaden Zagreb. Strahoninec ligger 166 meter över havet och antalet invånare är 2 741.
Terrängen runt Strahoninec är platt. Runt Strahoninec är det ganska tätbefolkat, med 67 invånare per kvadratkilometer. Närmaste större samhälle är Čakovec, 2,3 km nordost om Strahoninec. Trakten runt Strahoninec består till största delen av jordbruksmark.